# Pulchrana
A Pulchrana a kétéltűek (Amphibia) osztályába, valamint a békák (Anura) rendjébe és a valódi békafélék (Ranidae) családjába tartozó nem. 

## Előfordulásuk
A nembe tartozó fajok Délkelet-Ázsiában honosak.

## Taxonómiai helyzete
A nem 2015-ig a Hylarana szinonímája volt. 2015-ben Oliver, Prendini, Kraus és Raxworthy önálló nem rangra emelte.

## Rendszerezés
A nembe az alábbi fajok tartoznak:
- Pulchrana banjarana (Leong & Lim, 2003)
- Pulchrana baramica (Boettger, 1900)
- Pulchrana centropeninsularis (Chan, Brown, Lim, Ahmad & Grismer, 2014)
- Pulchrana debussyi (Van Kampen, 1910)
- Pulchrana fantastica Arifin, Cahyadi, Smart, Jankowski, and Haas, 2018
- Pulchrana glandulosa (Boulenger, 1882)
- Pulchrana grandocula (Taylor, 1920)
- Pulchrana guttmani (Brown, 2015)
- Pulchrana laterimaculata (Barbour & Noble, 1916)
- Pulchrana mangyanum (Brown & Guttman, 2002)
- Pulchrana melanomenta (Taylor, 1920)
- Pulchrana moellendorffi (Boettger, 1893)
- Pulchrana picturata (Boulenger, 1920)
- Pulchrana rawa (Matsui, Mumpuni & Hamidy, 2012)
- Pulchrana siberu (Dring, McCarthy & Whitten, 1990)
- Pulchrana signata (Günther, 1872)
- Pulchrana similis (Günther, 1873)